# Bert Schneider
Berton "Bert" Jerome Schneider (Nova Iorque, 5 de maio de 1933 — Los Angeles, 12 de dezembro de 2011) foi um produtor cinematográfico norte-americano.